# Список подводных лодок ВМС Румынии

В данной статье приведён список всех подводных лодок, когда-либо находившихся в составе Военно-морских сил Румынии. За исключением одной, все субмарины несли службу в составе румынского флота во время Второй мировой войны.
В соответствии с положениями Парижского мирного договора, Румынии запрещалось обладать, создавать или экспериментировать с какими-либо подводными аппаратами. В то же время из взятых в качестве трофеев трёх румынских подводных лодок две были позже возвращены румынскому флоту. В настоящий момент в составе ВМС Румынии действует всего одна подводная лодка, которая при этом фактически законсервирована с 1996 года из-за нехватки средств на ремонт.
| Номер вымпела                    | Наименование                     | Изображение                      | В составе флота                  | Выведена из состава флота        | Состояние                                                                                                | Примечания |
| подводные лодки типа «Дэльфинул» | подводные лодки типа «Дэльфинул» | подводные лодки типа «Дэльфинул» | подводные лодки типа «Дэльфинул» | подводные лодки типа «Дэльфинул» | подводные лодки типа «Дэльфинул»                                                                         | подводные лодки типа «Дэльфинул»                                                                                              |
| -------------------------------- | -------------------------------- | -------------------------------- | -------------------------------- | -------------------------------- | --- | --- |
| нет данных                       | NMS «Дэльфи́нул» «Delfinul»       |                                  | 1936—1944 1951—1957              | 1970                             | реквизирована советскими властями, позже возвращена, использовалась в научных целях, разрезана на металл | вошла в состав ВМФ СССР под названием ТС-3                                                                                    |
| подводные лодки типа «Рэкинул»   |                                  |                                  |                                  |                                  | | |
| S1                               | NMS «Рэки́нул» «Rechinul»         |                                  | 1942—1944 1951—1957              | 1957                             | реквизирована советскими властями, позже возвращена, разрезана на металл                                 | вошла в состав ВМФ СССР под названием ТС-1                                                                                    |
| S2                               | NMS «Марсуи́нул» «Marsuinul»      |                                  | 1943—1944                        | 1944                             | реквизирована советскими властями, позже разрезана на металл                                             | вошла в состав ВМФ СССР под названием ТС-2, в 1945 году затонула после взрыва собственной торпеды, разделана на металл в 1950 |
| подводные лодки типа CB          |                                  |                                  |                                  |                                  | | |
| СВ 1                             | нет                              |                                  | нет данных                       | нет данных                       | затоплена в августе 1944 года, позже поднята и разрезана на металл в 1945 году                           | вошла в состав ВМФ СССР под названием ТМ-4                                                                                    |
| СВ 2                             | нет                              |                                  | нет данных                       | нет данных                       | затоплена в августе 1944 года, позже поднята и разрезана на металл в 1945 году                           | вошла в состав ВМФ СССР под названием ТМ-5                                                                                    |
| СВ 3                             | нет                              |                                  | нет данных                       | нет данных                       | затоплена в августе 1944 года, позже поднята и разрезана на металл в 1945 году                           | вошла в состав ВМФ СССР под названием ТМ-6                                                                                    |
| СВ 4                             | нет                              |                                  | нет данных                       | нет данных                       | затоплена в августе 1944 года, позже поднята и разрезана на металл в 1945 году                           | вошла в состав ВМФ СССР под названием ТМ-7                                                                                    |
| СВ 6                             | нет                              |                                  | нет данных                       | нет данных                       | затоплена в августе 1944 года                                                                            | |
| подводные лодки проекта 877Э     |                                  |                                  |                                  |                                  | | |
| 581                              | «Дельфи́нул» «Delfinul»           |                                  | с 19 сентября 1986 года          |                                  | на хранении с 1996 года                                                                                  | бывшая Б-801 |